# R. B. Longridge and Company

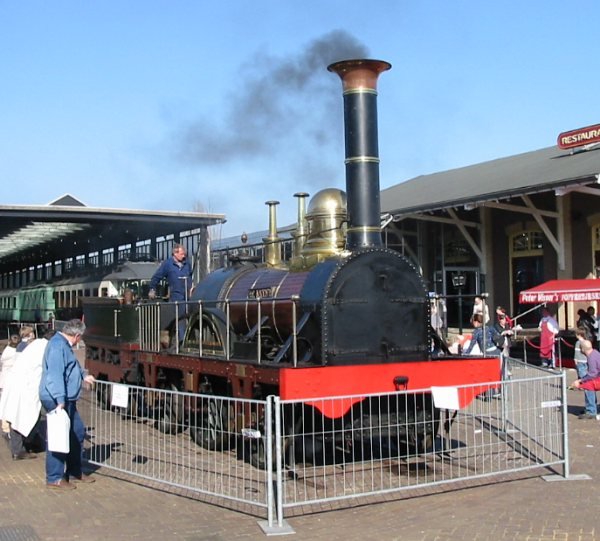
Una replica del 1939 della locomotiva Arend. L'originale fu costruita dalla R. B. Longridge and Company nel 1839

R. B. Longridge and Company fu un'azienda costruttrice di locomotive a vapore fondata nel 1838 a Bedlington, Northumberland, Inghilterra, da Michael Longridge (1785-1858). La società fu guidata dal quarto figlio Robert Bewick Longridge (1821-1914). Fu legata alla fonderia Bedlington Ironworks che fu acquisita nel 1782 (1788) da Thomas Longridge, zio di Michael e William Hawks (fratellastro di Thomas). La Bedlington Ironworks costruì locomotive dal 1827, ma R. B. Longridge and Company fu nuova e innovativa.

## Locomotive
La prima locomotiva fu una 0-6-0 chiamata Michael Longridge per la Stanhope and Tyne Railway. Questa fu costruita nel 1837 (l'anno prima dell'apertura ufficiale della società) così è molto probabile che fu costruita dalla Bedlington Ironworks, piuttosto che dalla R. B. Longridge and Company.
Fu seguita dalla 2-2-2 per diverse ferrovie europee, inclusa la Arend prima locomotiva operativa nei Paesi Bassi. Alcune locomotive a scartamento largo (broad gauge) furono costruite nel 1841 per Daniel Gooch della Great Western Railway.
Gli affari aumentarono nel 1846 con sei macchine per la London and Birmingham Railway, Midland Railway e London, Brighton and South Coast Railway. Mentre l'export diminuì gli ordini aumentarono per il mercato domestico, incluse dieci 4-2-0 Crampton locomotives per la Great Northern Railway, convertite più tardi in 2-2-2 da Archibald Sturrock.

## Chiusura
L'azienda fu chiusa nel 1853. È stato stimato che costruirono 209 locomotive tra il 1837 e il 1852.